# Haematopota mengdingensis
Haematopota mengdingensis är en tvåvingeart som beskrevs av Xu 2005. Haematopota mengdingensis ingår i släktet Haematopota och familjen bromsar.
Artens utbredningsområde är Vietnam. Inga underarter finns listade i Catalogue of Life.